# Clear Cold Beyond
Clear Cold Beyond è l'undicesimo album in studio del gruppo musicale power metal finlandese Sonata Arctica, ed è stato pubblicato l'8 marzo 2024 dalla Atomic Fire Records.

## Descrizione

### Premesse
L'album venne preceduto dal singolo discografico First In Line, pubblicato il 12 ottobre 2023 e dal secondo singolo discografico A Monster Only You Can't See, è stato pubblicato l'8 dicembre dello stesso anno.

### L'album
Il disco è caratterizzato da sonorità più intense rispetto ai loro album precedenti, ed ogni brano si sofferma su una fase della carriera del gruppo.
A proposito delle sonorità, il cantante Tony Kakko disse a riguardo:

## Tracce
Testi di Tony Kakko, musiche di Tommy Portimo, Henrik Klingenberg, Elias Viljanen, Pasi Kauppinen.
1. First In Line – 5:22
2. California
3. Shah Mat
4. Dark Empath
5. Cure For Everything
6. A Monster Only You Can't See – 5:56
7. Teardrops
8. Angel Defiled
9. The Best Things
10. Clear Cold Beyond

### Tracce bonus dell'edizione in vinile
1. A Ballad For The Broken
2. Toy Soldiers (Cover di Martika)

## Formazione

### Sonata Arctica
- Tony Kakko – voce
- Tommy Portimo – batteria
- Henrik Klingenberg – tastiera
- Elias Viljanen – chitarra
- Pasi Kauppinen – basso

### Tecnici
- Mikko Karmila – produzione, missaggio
- Svante Forsbäck – masterizzazione
- Niko Anttila – artwork